# UCI Oceania Tour 2023
L'UCI Oceania Tour 2023 è la diciannovesima edizione dell'UCI Oceania Tour, uno dei cinque circuiti continentali di ciclismo dell'Unione Ciclistica Internazionale, composto da corse che si disputano nel continente oceaniano.

## Squadre partecipanti
La partecipazione delle squadre alle diverse gare dipende dalla categoria dell'evento. Ad esempio le squadre UCI World Tour possono partecipare esclusivamente a corse di categoria .1 e il loro numero è limitato.
| Categoria | Categoria            | Squadre                                                                                |
| --------- | -------------------- | -------------------------------------------------------------------------------------- |
| .1        | 1.1 (Corse in linea) | * UCI World Tour (max 50%) * UCI ProTeam * UCI Continental Team * Squadre nazionali    |
| .1        | 2.1 (Corse a tappe)  | * UCI World Tour (max 50%) * UCI ProTeam * UCI Continental Team * Squadre nazionali    |
| .2        | 1.2 (Corse in linea) | * UCI ProTeam * UCI Continental Team * Squadre nazionali * Squadre regionali e di club |
| .2        | 2.2 (Corse a tappe)  | * UCI ProTeam * UCI Continental Team * Squadre nazionali * Squadre regionali e di club |

## Calendario

### Gennaio
| Data  | Prova                     | Cat. | Vincitore  | Squadra                     |
| ----- | ------------------------- | ---- | ---------- | --------------------------- |
| 11-15 | New Zealand Cycle Classic | 2.2  | James Oram | Bolton Equities Black Spoke |
| 21    | Gravel and Tar Classic    | 1.2  | Ben Oliver | MitoQ-NZ Cycling Project    |

### Marzo
| Data | Prova                                    | Cat. | Vincitore     | Squadra                     |
| ---- | ---------------------------------------- | ---- | ------------- | --------------------------- |
| 30   | Campionati oceaniani - Cronometro (2023) | CC   | Thomas Sexton | Bolton Equities Black Spoke |

### Aprile
| Data | Prova                                  | Cat. | Vincitore  | Squadra         |
| ---- | -------------------------------------- | ---- | ---------- | --------------- |
| 1°   | Campionati oceaniani - In linea (2023) | CC   | Liam Walsh | Team BridgeLane |

## Classifiche
Aggiornato al 05/09/23 

### Classifica individuale
La classifica è composta da tutti i corridori del continente che abbiano ottenuto punti nell'UCI World Ranking.  
| Pos. | Corridore        | Squadra | Punti    |
| ---- | ---------------- | ------- | -------- |
| 1    | Jai Hindley      | Bora    | 1 781    |
| 2    | Michael Matthews | Jayco   | 1 442,62 |
| 3    | Ben O'Connor     | AG2R    | 1 337    |
| 4    | Caleb Ewan       | Lotto   | 1 295    |
| 5    | Jay Vine         | UAE     | 1 257,86 |
| 6    | Sam Welsford     | DSM     | 1 006,14 |
| 7    | Corbin Strong    | Israel  | 934      |
| 8    | Kaden Groves     | Alpecin | 891,5    |
| 9    | Jack Haig        | Bahrain | 664,71   |
| 10   | Simon Clarke     | Israel  | 638      |

### Classifica a squadre
La classifica viene calcolata sommando i punti della classifica individuale dei migliori 8 ciclisti per squadra.
| Pos. | Squadra                            | Punti |
| ---- | ---------------------------------- | ----- |
| 1    | Bolton Equities Black Spoke        | 1 995 |
| 2    | ARA Skip Capital                   | 724   |
| 3    | Team BridgeLane                    | 361   |
| 4    | Global 6 Cycling                   | 295   |
| 5    | St George Continental Cycling Team | 203   |
| 6    | MitoQ-NZ Cycling Project           | 99    |
| 7    | CCACHE x Par Küp                   | 89    |
| 8    | EuroCyclingTrips                   | 58    |

### Classifica per nazioni
La classifica viene calcolata sommando i punti dei migliori 8 ciclisti per nazione.
| Pos. | Nazione       | Punti    |
| ---- | ------------- | -------- |
| 1    | Australia     | 9 675,83 |
| 2    | Nuova Zelanda | 3 099,6  |

### Classifica per nazioni U23
La classifica viene calcolata sommando i punti dei migliori 8 ciclisti per nazione della categoria U23.
| Pos. | Nazione       | Punti    |
| ---- | ------------- | -------- |
| 1    | Australia     | 1 200    |
| 2    | Nuova Zelanda | 1 120,34 |